# Diagrynia africana
Diagrynia africana är en insektsart som först beskrevs av Jacobi 1910.  Diagrynia africana ingår i släktet Diagrynia och familjen Tropiduchidae. Inga underarter finns listade i Catalogue of Life.